# Cardiophorus pseudogramineus
Cardiophorus pseudogramineus là một loài bọ cánh cứng trong họ Elateridae. Loài này được Mardjanian miêu tả khoa học năm 1983.